# Batarà becfalcat
El batarà becfalcat (Neoctantes niger) és una espècie d'ocell de la família dels tamnofílids (Thamnophilidae) i única espècie del gènere Neoctantes.

## Hàbitat i distribució
Habita al sotabosc de la selva humida de les terres baixes a l'est dels Andes, del sud-est de Colòmbia, est de l'Equador, nord-est del Perú i oest amazònic del Brasil.